# Louise Glück
Louise Elisabeth Glück [ˈglɪk], född 22 april 1943 i New York, död 13 oktober 2023 i Cambridge, Massachusetts, var en amerikansk poet och essäist. Hon debuterade som poet 1968 och publicerade därefter cirka 15 diktsamlingar samt en mängd essäer, oftast kretsande kring lyriken. Hennes skrivande uppmärksammades för sin skarpsynthet, och 1993 mottog hon Pulitzerpriset i poesi. År 2020 tilldelades Glück Nobelpriset i litteratur.

## Biografi

### Bakgrund
Louise Glück föddes 1943 i New York. Hennes farföräldrar var ungerska judar, som bosatte sig i New York, där de öppnade en mataffär. Hennes far var med och uppfann kniven X-Acto, som närmast kan beskrivas som en sorts skalpell.
Familjen bodde under hennes uppväxt på Long Island. Redan tidigt i sin barndom började hon intressera sig för poesi, och hennes föräldrar brukade läsa grekisk och romersk mytologi för henne som godnattsagor, något som också har präglat hennes poesi. Hon skrev sina första diktrader vid omkring fem års ålder och började under tidiga tonåren drömma om att bli poet. Samtidigt drabbades hon av anorexi, vilket hon själv har sett som ett resultat av sitt hårda kontrollbehov och sin besatthet av renhet. Hon lyckades till slut med hjälp av terapi tygla sin anorexi.

### Skrivande karriär
1961 utexaminerades hon från Hewlett High School i Hewlett på Long Island. På grund av sin dröm om att bli poet deltog hon vid olika skrivarkurser för poesi. Bland annat studerade hon på Sarah Lawrence College i Bronxville, New York, innan hon inledde studier vid Columbia University. Vid Columbia University studerade hon bland annat för poeten Stanley Kunitz. Hon avlade dock aldrig någon examen, och för att kunna finansiera sitt uppehälle arbetade hon som sekreterare jämte skrivandet. Hon har ändå haft en karriär i universitetsvärlden som lärare i poesi på olika institutioner, utöver sitt skrivande.
Glück debuterade i bokform 1968 med Firstborn. Därefter drabbades hon dock av skrivkramp, och det dröjde tills 1975 innan hon kom med sin andra diktsamling, The House on Marshland. Den samlingen innebar hennes genombrott som poet. Tiden mellan debutsamlingen och uppföljaren började hon undervisa vid Goodard College i Vermont. Därefter har hon utkommit med omkring femton diktsamlingar. 1992 kom diktsamlingen The Wild Iris (2020 utgiven i svensk översättning under titeln Vild iris), som året efter belönades med Pulitzerpriser i poesi. Bland senare års uppmärksammade verk märks Vita Nova från 1999, Averno (översatt till svenska under samma titel av Jonas Brun och utgiven 2017 på Rámus förlag)   från 2006 samt Faithful and Virtuous Night (2014).

### Erkännande och senare år
Året 2003–2004 var Glück Poet Laureate vid Library of Congress. 2014 fick hon National Book Award för poesisamlingen Faithful and Virtuous Night och 2015 mottog hon hedersmedaljen National Humanities Medal från Barack Obama, USA:s dåvarande president. 2020 tilldelades hon både Tranströmerpriset och Nobelpriset i litteratur. Svenska Akademiens motivering till det senare priset löd ”för hennes omisskännliga poetiska röst, som med sträng skönhet gör den enskilda människans existens universell”.
Glück bodde på senare år i Cambridge, Massachusetts, och hon undervisade tidvis i engelska vid Williams College i Williamstown, Massachusetts. Senare blev Glück adjungerad professor i engelska vid Yale University.
2023 avled Glück, i en ålder av 80 år.

## Författarskap

### Stil och språk
Redan vid bokdebuten 1968 uppmärksammades Glück för sin mogna stil, och hon har setts som en av de främsta lyrikerna av sin generation. Inspiration gavs hon bland annat av sin mentor Stanley Kunitz, även om hon i sitt eget formspråk ända sedan debuten varit självständig i stilen.
Hennes poesi kännetecknas av en intim och lågmäld karaktär. Det finns ett närvarande berättarjag som vänder sig direkt till läsaren på ett personligt och samtida vis; samtidigt präglas poesin av vad som har kallats för en "postkonfessionell personlig klassicism" – där diktjagets röst tonas genom en mytisk och arketypisk känsla. Elizabeth Dodd menar att Glück började skriva en poesi då det konfessionella – det bekännande – var en dominerande trend i den amerikanska poesin, med namn som Anne Sexton, Robert Lowell och Adrienne Rich, men att Glück i likhet med Louise Bogan ledde övergången till en mer modernistisk och förtegen poetisk tradition. Joanne Diehl kallar det för en opolitisk sorts vittneslitteratur, vilket gör det möjligt att uttrycka starka känslor passionerat men reserverat och med integritet. Det strama och återhållsamma diktjaget upprätthåller på samma gång en skenbar objektivitet med en vilja att förklara, som å ena sidan bjuder in läsaren, men samtidigt begränsar det intima.

### Tematik
Glücks poesi kännetecknas av en klarsynt introspektion. Hon varierar ofta stilar och tematik mellan olika verk, men med en genomgående visionär ådra. Genomgående i sina verk har hon också skildrat tematik som kärlek och död, och inte minst det mod som krävs för att våga älska även det man kommer att förlora. Med tiden har dikterna fått en lättare och något mer lättsam, och emellanåt till och med humoristisk, ton. De första diktsamlingarna, som Firstborn, hade en arg, förtvivlad och förbittrad ton, medan senare verk såsom Ararat snarare skildrar någon form av resignation. I senare diktverk, som Vita Nova, The Seven Ages och Averno tycks diktjaget på ett ambivalent vis omfamna och acceptera sin åldrande kropp, och det värdefulla men ändliga livet.
Glücks kännedom om psykoanalys har bidragit till en intellektuell stringens i hennes skrivande, och i tidiga diktsamlingar som The House on Marshland och The Wild Iris behandlas ämnen som den klassiskt filosofiska frågan om motsättningen mellan kropp och själ. Även klassiska myter har bidragit med stoff. Diktsamlingen Averno har exempelvis fått sin titel från den sjö utanför Neapel som enligt myten sägs vara portalen till Hades. Glück är en judisk poet, och ofta använder hon sig av heliga och kanoniska texter som utgångspunkt för lyriska betraktelser. Bland motiven finns kärlek och olika familjerelationer.

### Influenser
I tidiga verk som Firstborn, med smärta och tomhet i fokus, med ett strikt men musikaliskt språk, går det att skönja spår av Sylvia Plath – i synnerhet från diktsamlingarna The Colossus (1960) och Ariel (1961) och Robert Lowell (i synnerhet Life Studies (1959) och For the Union Dead (1964).) Anne Sexton och John Berryman framstår som andra tidiga influenser. Glück har även jämförts med Emily Dickinson, i sin skärpa och sin ovilja att acceptera enkla trosprinciper. Joanne Diehl menar även att Glück har ett arv från romantiken som hon delar med Dickinson, med en enskild röst som talar för många. Diehl menar även att det finns ett drag från William Wordsworth hos Glück, i det att båda med patos och allmängiltighet lyckas skildra det vardagliga och det vanliga.
I olika introduktionstexter för lyrikerkollegor har Glück markerat en framstående förmåga i att placera litteraturen i samtiden. Detta innefattar avslöjandet av det hon själv beskrivit som den ”amerikanska narcissismen”. Redaktören Carol Rumens har kallat Glück för en "postfeministisk" författare, i betydelsen att det feministiska medvetandet skildras psykologiskt snarare än politiskt, och där den kvinnliga erfarenheten har blivit källan till en egen, självständig konstform.
| ”              | Det här är stunden när man återser rönnens röda bär och på den mörka himlen fåglarnas nattliga förflyttningar. Det gör mig ont att tänka att de döda inte får se dem – alla ting vi förlitar oss på försvinner. | „ |
| – Louise Glück | |   |

### Poesi
- Firstborn (1968)
- The House on Marshland (1975)
- The Garden (1976)
- Descending Figure (1980)
- The Triumph of Achilles (1985)
- Ararat (Ecco Press, 1990)
  - Ararat, svensk tolkning av Stewe Claeson (Rámus Förlag, 2019)
- The Wild Iris (1992)
  - Vild iris, svensk tolkning av Jonas Brun (Rámus Förlag, 2020)
- Mock Orange (1993)
- The First Four Books of Poems (1995)
- Meadowlands (1997)
  - Meadowlands, svensk tolkning av Stewe Claeson (Rámus Förlag, 2020)
- Vita Nova (1999)
- The Seven Ages (2001)
- Averno (Farrar, Straus and Giroux, 2006)
  - Averno, svensk tolkning av Jonas Brun (Rámus förlag, 2017)
- A Village Life (Farrar, Straus, Giroux, 2009; på kortlistan för 2010 års International Griffin Poetry Prize)
  - Ett byliv, svensk tolkning av Jonas Brun (Rámus Förlag, 2021)
- Poems: 1962-2012 (Farrar, Straus, Giroux)
- Faithful and Virtuous Night (Farrar, Straus, Giroux, 2014)
  - Trofast och ädel natt, svensk tolkning av Stewe Claeson (Rámus Förlag, 2021)
- Winter Recipes from the Collective (Farrar, Straus, Giroux, 2022)
  - Vinterrecept från kollektivet , svensk tolkning av Stewe Claeson & Jonas Brun (Rámus Förlag, 2022)

### Prosa
- Proofs and Theories: Essays on Poetry (1994)
- American Originality: Essays on Poetry (2017)
- Marigold and Rose: A Fiction (2022)
  - Marigold och Rose: En berättelse, översättning Jonas Brun (Rámus Förlag, 2023)

## Utmärkelser
- Pulitzer Prize for poetry (1993)
- National Book Award (2014)
- Tranströmerpriset (2020)[24]
- Nobelpriset i litteratur (2020)